# Otto Kohlhofer

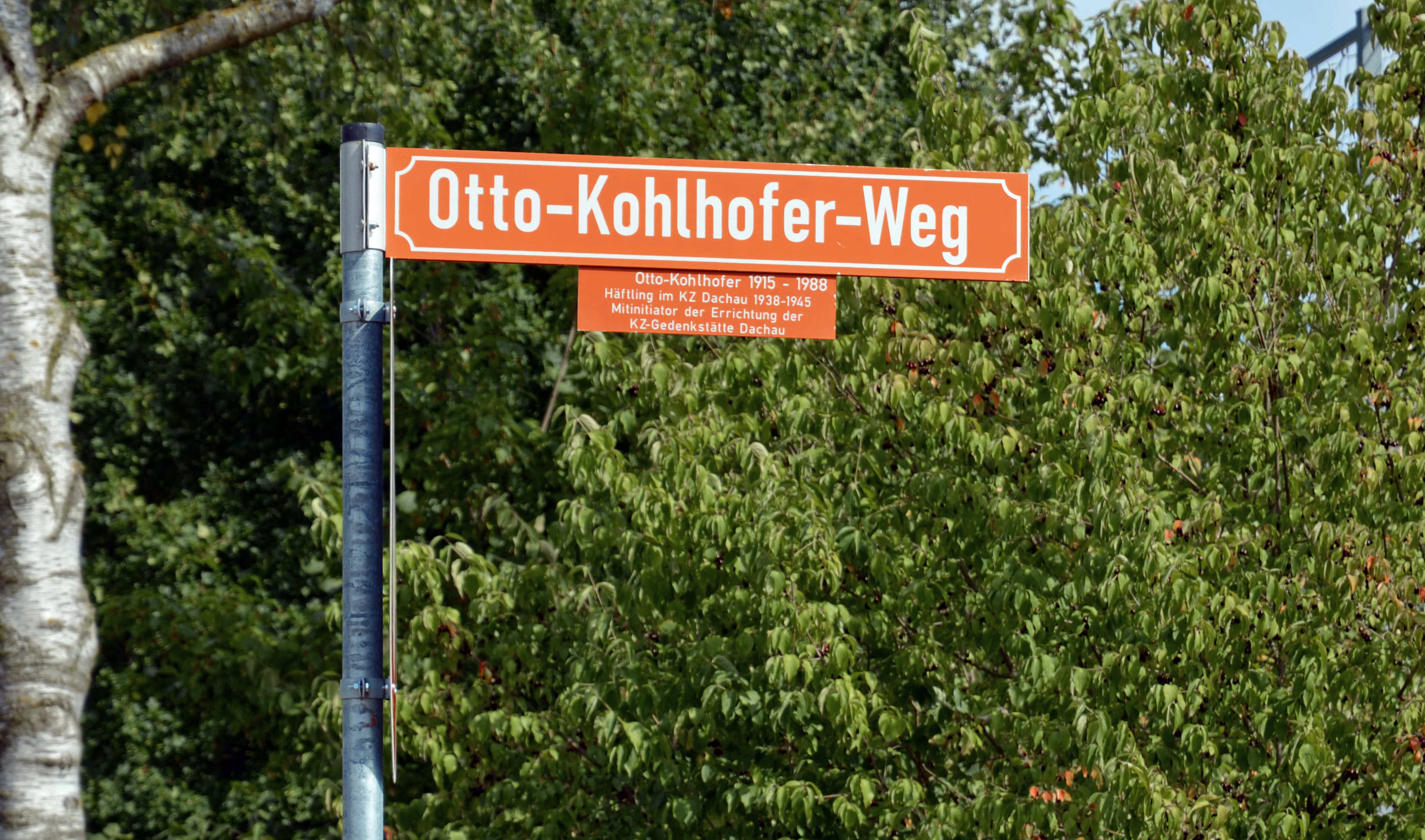
Otto-Kohlhofer-Weg in Dachau (2022)

Otto Kohlhofer (* 29. August 1915 in München; † 14. August 1988 in Wolfratshausen) war ein deutscher Kommunist und Häftling im KZ Dachau. Nach der Befreiung vom Nationalsozialismus war er Vorsitzender der Lagergemeinschaft Dachau und machte sich um die Errichtung der KZ-Gedenkstätte Dachau verdient.

## Leben und Wirken
Kohlhofer, Sohn eines Brauereiarbeiters, wuchs zusammen mit fünf Geschwistern in ärmlichen Verhältnissen in München auf. Nach dem Volksschulbesuch begann Kohlhofer eine Ausbildung als Feinmechaniker bei dem Unternehmen Firma Rodenstock. Aufgrund der schwierigen wirtschaftlichen Lage und den daraus resultierenden schlechten Arbeitsbedingungen versuchte Kohlhofer gemeinsam mit weiteren Lehrlingen erfolglos einen Streik zu organisieren. Aufgrund seiner politischen Tätigkeit wurde sein Arbeitsverhältnis noch vor Ausbildungsabschluss gekündigt. Ende 1932 wurde er Mitglied des KJVD. Kohlhofer wurde zwischen Ende 1932 bis Anfang 1933 Mitglied der Roten Hilfe und war nach seiner bis April 1934 währenden Arbeitslosigkeit als Chauffeur tätig.

## Zeit des Nationalsozialismus
Nach der Machtübernahme durch die Nationalsozialisten war Kohlhofer Leiter (Deckname Betti Gerber) einer kommunistischen Widerstandsgruppe, die im Münchner Untergrund tätig war. Angehörige der Widerstandsgruppe verteilten konspirativ kommunistische Flugblätter, so auch die Publikation „Im Mörderlager Dachau“ des Kommunisten Hans Beimler. Mitglieder der Widerstandsgruppe wurden im Juli 1935 durch die Gestapo festgenommen. Kohlhofer wurde im März 1936 als Hauptbeschuldigter zu zweieinhalb Jahren Zuchthaus verurteilt, die er im Gefängnis Amberg in einer Einzelzelle verbrachte. Im Februar 1938 wurde er aus der Haft in das KZ Dachau überstellt. Dort war er in mehreren Arbeitskommandos tätig. Nachdem das KZ Dachau im Herbst 1939 zu Ausbildungszwecken für Angehörige der Waffen-SS geräumt wurde, erfolgte Kohlhofers Verlegung in das KZ Flossenbürg, wo er auch im Steinbruch arbeiten musste.
In körperlich geschwächtem Zustand wurden die Häftlinge im Februar 1940 wieder ins KZ Dachau überstellt. Kohlhofer erklärte sich insbesondere mit polnischen und russischen Häftlingen solidarisch und bemühte sich um zusätzliche Nahrungsmittel für kranke Häftlinge. Zudem war er am Bau eines Radios zum Abhören illegaler Feindsender beteiligt. Im Verlauf des Jahres 1943 ließ sich Kohlhofer freiwillig ins Außenlager Kottern bei Kempten überstellen, wo die Messerschmitt AG Rüstungsgüter fabrizieren ließ. Im Februar 1944 erfolgte seine Rückverlegung ins KZ Dachau. Kohlhofer wurde Ende 1944, mit der Auflage sich einem Bewährungsbataillon der Wehrmacht anzuschließen, aus dem Lager nach Olmütz zu seiner Einheit entlassen, von der ihm im April 1945 die Flucht gelang. Danach konnte er bis zur Befreiung untertauchen.

## Nach Kriegsende
Mit der Rückkehr nach München heiratete Kohlhofer im November 1945 seine Freundin Resi, die er während seiner Zeit als KZ-Häftling im Außenlager Kottern als Verantwortlicher für die Milchversorgung im Nachbarort kennengelernt hatte. Kohlhofer erhielt 1946 eine Arbeitsstelle im bayrischen Landwirtschaftsministerium, wo er bis zu seiner Pensionierung tätig war. Als ehemaliger deutscher Dachauhäftling bildete er mit drei weiteren Mitgliedern des Comité International de Dachau eine Arbeitsgruppe für den Aufbau einer Gedenkstätte auf dem ehemaligen Lagergelände.
Bereits Anfang der 1950er Jahre engagierte sich Kohlhofer für den Aufbau einer Gedenkstätte und warb für dieses Vorhaben ehemalige Dachau-Häftlinge, sowohl die katholischen Geistlichen Leonhard Roth und Johannes Neuhäusler, als auch den bayrischen Landwirtschaftsminister Alois Hundhammer. Die Gedenkstätte wurde schließlich am 9. Mai 1965 eröffnet und das Internationale Mahnmal am 8. September 1968 eingeweiht. Ab Anfang der 1970er Jahre engagierte sich Kohlhofer bei der Friedensbewegung und gehörte dem Vorstand des „Fördervereins Internationale Jugendbegegnungsstätte“ an, nachdem es innerhalb des Dachau-Komitees zu Zerwürfnissen gekommen war. Kohlhofer starb Mitte August 1988 an einem Herzinfarkt in seiner Hütte.

## Gedenken
In München, Bezirk Hadern, (1995) und in Dachau ist jeweils ein Weg nach ihm benannt.
Eine Gedenkstele des WiderstandsDenkmals am Platz der Freiheit (München) erinnert seit Juli 2016 an Otto Kohlhofer.